# Cantón de Châteauneuf-sur-Cher
El cantón de Châteauneuf-sur-Cher era una división administrativa francesa, que estaba situada en el departamento de Cher y la región de Centro-Valle de Loira.

## Composición
El cantón estaba formado por once comunas:
- Chambon
- Châteauneuf-sur-Cher
- Chavannes
- Corquoy
- Crézançay-sur-Cher
- Saint-Loup-des-Chaumes
- Saint-Symphorien
- Serruelles
- Uzay-le-Venon
- Vallenay
- Venesmes

## Supresión del cantón de Châteauneuf-sur-Cher
En aplicación del Decreto nº 2014-206 de 21 de febrero de 2014, el cantón de Châteauneuf-sur-Cher fue suprimido el 22 de marzo de 2015 y sus 11 comunas pasaron a formar parte del nuevo cantón de Trouy.